# Яманака Цуйосі
Яманака Цуйосі (18 січня 1939 — 10 лютого 2017) — японський плавець.
Призер Олімпійських Ігор 1956, 1960 років, учасник 1964 року.
Переможець Азійських ігор 1958 року.